# Чандран Мутвіран
Датук Чандран Мутвіран (малай. Chandran Mutveeran, нар. 4 травня 1942, Сунгай-Сіпут — пом. 28 вересня 2019, Ампанг) — малайзійський футболіст, що грав на позиції захисника.

## Ігрова та тренерська кар'єра
Як футболіст Чандран Мутвіран грав за клуб «Селангор», та здобув з командою велику кількість трофеїв, відзначившись також як плеймейкер. Він разом із Абдулом Гані Мінхатом також допоміг «Селангору» стати віце-чемпіоном клубного чемпіонату Азії 1967 року.
У складі збірної Малайзії Чандран Мутвіран брав участь у турнірі Олімпійських ігрор 1972 року, та взяв участь у всіх 3 матчах групового турніру.
Після закінчення виступів на футбольних полях Чандран Мутвіран тренував «Селангор» і збірну Малайзії. 11 травня 1975 року він очолював збірну Малайзії у товариському матчі проти лондонського «Арсеналу». З Мохтаром Дахарі на вістрі атаки малайзійська збірна зуміла перемогти «Арсенал» з рахунком 2-0 на стадіоні «Мердека».
Чандран Мутвіран у 2000 році був нагороджений титулом «Датук» султаном Паханга (який на той час був президентом Футбольної асоціації Малайзії) за його внесок у малайзійський футбол.>
У 2006 році Чандран Мутвіран переніс інсульт, але продовжував активно працювати як тренер, і був членом технічного комітету Футбольної асоціації Малайзії.
17 вересня 2014 року сайт FourFourTwo включив Чандрана до свого списку 25 найкращих малайзійських футболістів усіх часів.

## Смерть
Чандран Мутвіран помер у своєму будинку в Ампанґ-Джая в штаті Селангор 28 вересня 2019 року.

## Титули і досягнення

### Як гравця
- Бронзовий призер Азійських ігор: 1974
- Переможець Кубка Мердека: 1968, 1973
- Володар Кубка Малайзії: 1962, 1963, 1966, 1968, 1969, 1971, 1972, 1973, 1975
- Фіналіст Кубка АФК: 1967

### Як тренера
- Володар Кубка Малайзії: 1975, 1976, 1978, 1986